# Концерт для фортепиано с оркестром № 3 (Рахманинов)

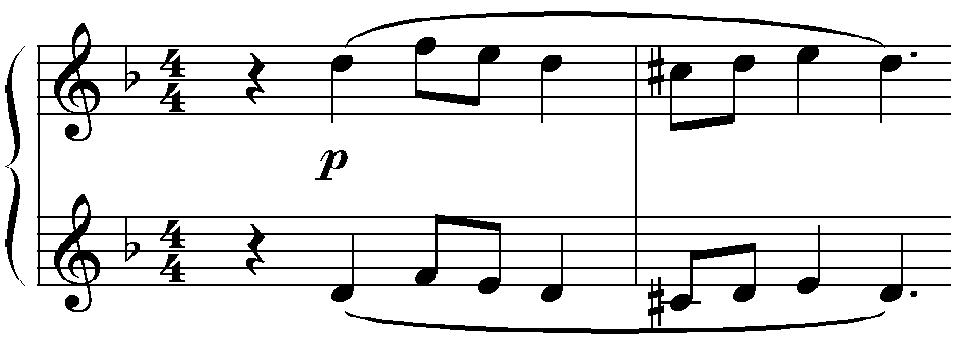
Начало Концерта для фортепиано с оркестром № 3

Концерт для фортепиано с оркестром № 3 ре минор, op. 30 Сергея Рахманинова был написан в 1909 году и является одним из наиболее известных и часто исполняемых произведений автора.

## История создания
Концерт был написан в летнем доме Рахманинова в Ивановке. Композитор завершил его 23 сентября 1909 года. Одновременно с этой работой создавались Первая соната для фортепиано и симфоническая поэма «Остров мёртвых».
Из-за нехватки времени Рахманинов не мог репетировать концерт в России. Вместо этого он практиковался на картонной клавиатуре, которую взял с собой на корабль, следовавший в США.

## Структура
Концерт состоит из трёх частей:
1. Allegro ma non tanto (ре минор). На фоне еле слышного качания оркестрового аккомпанемента у фортепиано вступает уникальная главная партия. Сыграть первые её такты способен ученик первого класса — технически это одна из самых простых мелодий; её звучание, по замыслу автора, должно имитировать голос человека, простое, незамысловатое пение, даже с паузами для вдоха. Затем развитие главной темы, перемежающееся лиричной, но несколько тревожной побочной партией, выливается во всё усложняющееся, раскручивающееся как пружина противостояние солиста и оркестра, выступающих как равноправные, равновеликие партнёры-соперники, достойные друг друга. Титаническая мощь фортепианной партии достигает апофеоза в грандиозной каденции, когда оркестр практически незаметно для слушателей замолкает на несколько минут и всё их внимание захватывает солирующий рояль. Второй из двух авторских вариантов каденции, обычно исполняемый пианистами первого ряда, отличается почти невероятной технической сложностью (сам Рахманинов, для которого технических проблем фортепианного исполнительства, как иногда казалось слушателям, вообще не существовало, при записи концерта на пластинку использовал первый, технически более простой — правда, ненамного — вариант каденции, считая, что в нём музыкальное развитие сонатной формы проведено более последовательно).
2. Intermezzo: Adagio (ре минор — ре-бемоль мажор). Потрясающий образец рахманиновской лирики, блестящий пример того, как щемящая нежность содержания может совершенно органично быть воплощена в запредельной виртуозности формы.
3. Finale: Alla breve (ре минор — ре-мажор). В финальном рондо Рахманинов переосмысливает и трансформирует некоторые музыкальные образы первой части. Кода финала, которой удивительным образом удаётся одновременно быть и величаво-торжественной, и стремительно-динамичной, разрешается у солиста на фоне громового оркестрового тутти мощным водопадом триолей нисходящих октав[1], оставляющим у слушателей поистине сокрушительное впечатление.

## Премьера
Концерт был впервые исполнен 28 ноября 1909 года Рахманиновым с Нью-Йоркским симфоническим оркестром под управлением Вальтера Дамроша в ходе турне Рахманинова по Соединённым Штатам Америки. Премьера концерта в России состоялась в апреле 1910 года.